# ۱٬۴-سیکلوهگزادین
۱٬۴-سیکلوهگزادین (به انگلیسی: 1,4-Cyclohexadiene) یک ترکیب شیمیایی با شناسه پاب‌کم ۱۲۳۴۳ است. شکل ظاهری این ترکیب، مایع بی‌رنگ است.